# アディヤールの戦い
アディヤールの戦い（アディヤールのたたかい、英語: Battle of Adyar）、またはアディヤール川の戦い（アディヤールかわのたたかい、英: Battle of Adyar River）、セント・ソームの戦い（セント・ソームのたたかい、英: Battle of St. ThomeまたはThom）は第一次カーナティック戦争中の1746年10月24日におきた戦闘。戦闘はフランス東インド会社とカルナータカ太守の間、セント・ジョージ要塞をめぐって行われた。

## 背景
フランス軍はイギリス東インド会社からセント・ジョージ要塞を奪取した。イギリスと同盟したカルナータカ太守アンワールッディーン・ハーンは要塞を奪回すべく息子のマフフーズ・ハーン（Mahfuz Khan）率いる軍勢をマドラスに派遣した。しかし、彼は軍勢1万を率いながらフランス軍に散らされ、南への移動を余儀なくされた。彼はサン・ソメを奪取、10月22日にアディヤール川北岸に陣取ってフランスがポンディシェリーから援軍を派遣することを阻止しようとした。

## 経過
パラディ大佐（Paradis）率いるフランス人200人とフランスの訓練を受けたインド軍はポンディシェリーから出発、クイブル島を通過してアディヤール川南岸に布陣した。マフフーズ・ハーンの軍勢はフランス軍に砲撃したが効果が薄かった。
10月24日、パラディはド・ラ・トゥール（de la Tour）率いる援軍がセント・ジョージ要塞から派遣された、という報せを受けた。パラディはアディヤール川を渡ってマフフーズ・ハーン軍の後背を攻撃しようとした。彼は規律を保った砲撃と銃剣突撃でマフフーズ・ハーンの軍勢を破り、マフフーズ・ハーン軍は逃走した。ド・ラ・トゥールの援軍は後に到着したが、戦闘には間に合わなかった。戦闘はフランスがセント・ジョージ要塞の支配を継続する、という結果に終わった。